# Estación de Fuentes de Oñoro
Fuentes de Oñoro es una estación ferroviaria fronteriza situada en el municipio español de Fuentes de Oñoro en la provincia de Salamanca, comunidad autónoma de Castilla y León, muy cerca de la frontera con Portugal. En la actualidad carece de servicio de viajeros. Cumple funciones logísticas gracias a su importante playa de vías.

## Situación ferroviaria
La estación se encuentra en el punto kilométrico 123.3 de la línea férrea de ancho ibérico que une Medina del Campo con Vilar Formoso, en su sección entre Salamanca y Vilar Formoso.

## Historia
La estación fue abierta al tráfico el 25 de mayo de 1886 con la apertura del tramo Salamanca-Vilar Formoso de la línea que pretendía unir Salamanca con la frontera con Portugal. Su construcción fue obra de la Compañía del Ferrocarril de Salamanca a la frontera de Portugal. Dicha empresa se constituyó con el fin de prolongar el ferrocarril desde Salamanca enlazándolo con los ferrocarriles portugueses en Barca de Alba al norte y Vilar Formoso al sur. En 1927, Norte absorbió la compañía impulsora de la línea aunque su gestión apenas duró unos meses ya que en 1928 la estación pasó a depender de la Compañía Nacional de los Ferrocarriles del Oeste de España. Dicha situación se mantuvo hasta que en 1941 Oeste se integró en la recién creada RENFE.
Desde el 31 de diciembre de 2004 Renfe Operadora explota la línea mientras que Adif es la titular de las instalaciones ferroviarias.

## La estación
Se encuentra en un núcleo de población llamado La Colonia de la Estación que surgió a raíz de la llegada del ferrocarril. Fruto de la importancia que llegó a tener el lugar como paso fronterizo el edificio para viajeros es una amplia estructura formada por un pabellón central de dos plantas a la que se anexan dos alas laterales que en su momento albergaron servicios aduaneros y de policía. Ambas fachadas están prolongadas con soportales apoyados en arco de medio punto en el exterior y en pilares de piedra en el interior. 
Cuenta con dos andenes, uno lateral y otro central. Al andén lateral accede la vía 2 mientras que al central acceden las vías 1 y 3. El resto de vías numeradas como vías 4, 6, 5, 7, 9, 11, 13, 15, 17, 19 y 21 cumplen funciones logísticas. Las instalaciones se completan con muelles de carga, depósitos y almacenes que usan principalmente los trenes de mercancías que se detienen en la estación.

## Servicios ferroviarios

### Larga distancia
Fuentes de Oñoro contaba con servicios de Larga Distancia que se prestaban a través de los trenhotel Lusitania y Surexpreso que unen Lisboa con Madrid y París (vía Hendaya) respectivamente. Ambos trenes realizaban diariamente el recorrido en ambos sentidos. Fruto de los servicios prestados la mayor actividad de la estación en cuanto a tráfico de viajeros se refiere se producía en horario nocturno. El servicio está suspendido desde el 17 de marzo de 2020. 